# دیگری (فلسفه)
تعریف دیگری مشکل است؛ زیرا واژهٔ دیگری برای موجوداتِ متعین دیگر به کار برده می‌شود و گاهی به معنی مختلف، مباین و متمایز به کار برده می‌شود. معنی «دیگری» در مقابل معنی من است.
ادراک، امری ضروری است و اگر انسان چیزی را درک نکند. نور حیاتش خاموش خواهد شد.
تا زمانی که یک انسان «نیروی حیاتی» دارد؛ یعنی «آگاهی» دارد، بلا استثنا «من» خواهد داشت، چون ناگزیر به «ادراک» است و این آگاهی می‌تواند معطوف دیگری باشد. از مهمترین فیلسوفانی که روی این موضوع کار کرده‌اند، می‌توان به هگل، نیچه و شوپنهاور اشاره کرد.